# Klaus Segner
Klaus Segner (auch Hans-Klaus; * 29. März 1934 in Potsdam) ist ein deutscher Gebrauchsgrafiker.

## Leben und Werk
Segner absolvierte von 1953 bis 1955 eine Lehre als Forstfacharbeiter. Er beteiligte sich schon 1954 im Zentralen Klubhaus der Berliner Jugend an der zentralen Ausstellung künstlerischer Arbeiten von Lehrlingen und Berufsschülern Unsere Lehrlinge und die Kunst.
Von 1955 bis 1960 studierte er an der Kunsthochschule Berlin-Weißensee. Danach arbeitete er in Berlin als freischaffender Gebrauchsgrafiker. Mit seinen Kommilitonen Axel Bertram, Joachim Fritsche, Gisela Röder, Hans-Joachim Schauß und Thomas Schleusing bildete er die Gruppe 4. Diese erlangte durch Projekte wie die grafische Neugestaltung des Berliner Metropol-Theaters rasch Bekanntheit und „schuf zeit ihres Bestehens beispielhafte politische Plakate und wirkungsvolle Theater-, Film-, Ausstellungs- und Werbeplakate.“ 1971 produzierte der Deutsche Fernsehfunk den Dokumentarfilm Berliner Miniaturen, der u. a. auch die Gruppe 4 bei der Arbeit zeigt.
Segners 1968 geschaffenes Plakattriptychon 50 Jahre Novemberrevolution „wirkt durch die kontrastvolle Gegenüberstellung von zwei Photographiken, denen historische Fotos zugrunde lagen … mit einer rein typographisch gestalteten Mitteltafel. … Von da ab wurde die photomechanisch-graphische Verwendung von Photovorlagen … zu einem beliebten gestalterischen Mittel …“
Segner entwarf neben Plakaten u. a. Programmhefte für das Metropol-Theater und das Theater der Stadt Cottbus, Warenverpackungen, Zeitschriftentitel und Piktogramme. Er machte Buchillustrationen und andere buchgestalterische Arbeiten für die Verlage Volk und Welt, Verlag der Nation und Kinderbuchverlag Berlin.
Für das Metropol-Theater schuf er die Bilder für einen Satz Spielkarten, den die Altenburger Spielkartenfabrik produzierte und den das Theater anlässlich der Inszenierung des Musicals Kretschinskis Hochzeit 1978 anbot.
1986 entwarf er die Bilder der in Emaille-Technik ausgeführten großen Wandtafeln zum Thema Berliner Verkehrsmittel im U-Bahnhof Klosterstraße.

## Teilnahme an zentralen und wichtigen regionalen Ausstellungen in der DDR
- 1965: Berlin, Deutsche Akademie der Künste („Junge Künstler. Gebrauchsgraphik“)
- 1967/1968, 1977/1978, 1982/1983 und 1987/1988: VI. Deutsche Kunstausstellung und VIII. bis X. Kunstausstellung der DDR
- 1976, 1979, 1982 und 1986: Berlin, Bezirkskunstausstellungen (Gebrauchsgrafik)
- 1979: Berlin, Ausstellungszentrum am Fernsehturm („Die Buchillustration in der DDR. 1949–1979“)